# 발루에어
발루에어(중국어: 惠旅航空, 영어: Valuair)은 싱가포르의 저비용 항공사로 허브 공항은 싱가포르 창이 국제공항이 있으며 2004년에 설립했었다.

## 역사
발루에어는 최초로 싱가포르의 저비용 항공사로 시작했다. 당시 싱가포르 정부와 싱가포르 항공이 공동으로 출자해 2004년 5월 5일에 설립했다.
2005년 7월 24일, 제트스타 아시아 항공과 콴타스 항공이 회사를 합병했다. 오렌지 스타, 동남아시아 첫 예산 항공 산업의 대규모로 합병했기 때문이다. 제트스타 아시아 항공과 발루 에어는 그들이 제공하는 서비스가 거의 없거나 변화와 함께 그 동안 자신의 브랜드 아래에서 그들의 정상적인 노선에서 계속 운항했다. 최고 경영자 콴타스 항공의 임원 및 이사회이자 제트스타 아시아 항공의 대표가 회사 제프 딕슨이 회장이 되었다. 제트스타 아시아 항공 켄 라이언의 최고 경영자는 두 항공사의 CEO로 임명되었다.
2014년 10월 26일 젯스타 아시아 항공으로 합병되면서 소멸되었다.